# Papyrussiska
Papyrussiska (Crithagra koliensis) är en fågel i familjen finkar inom ordningen tättingar.

## Utbredning och systematik
Fågelns utbredningsområde är i papyrusträsk i östra Kongo-Kinshasa, Uganda, Rwanda, västra Kenya, Tanzania. Den behandlas som monotypisk, det vill säga att den inte delas in i några underarter.

### Släktestillhörighet
Tidigare placerades den i släktet Serinus, men DNA-studier visar att den liksom ett stort antal afrikanska arter endast är avlägset släkt med t.ex. gulhämpling (S. serinus).

## Status och hot
Arten har ett stort utbredningsområde, men tros minska i antal, dock inte tillräckligt kraftigt för att den ska betraktas som hotad. Internationella naturvårdsunionen IUCN listar arten som livskraftig (LC).

## Namn
Fågelns vetenskapliga artnamn syftar på floden Koli i Lango-distriktet,  Uganda.